# Bardpāreh
Bardpāreh (persiska: Bardpāreh-ye Ḩasan, بردپاره) är en ort i Iran.   Den ligger i provinsen Khuzestan, i den centrala delen av landet, 400 km söder om huvudstaden Teheran. Bardpāreh ligger 1 097 meter över havet och antalet invånare är 129.
Terrängen runt Bardpāreh är varierad. Runt Bardpāreh är det ganska tätbefolkat, med 56 invånare per kvadratkilometer. Närmaste större samhälle är Kal Chenār, 6,2 km söder om Bardpāreh. Trakten runt Bardpāreh består i huvudsak av gräsmarker.